# جامعة البليدة 2
جامعة البليدة 2 - لونيسي علي أو جامعة العفرون هي جامعة جزائرية تقع في بلدية العفرون التابعة لولاية البليدة في شمال البلاد.
أنشئت بموجب المرسوم التنفيذي رقم 13-162 في 15 أبريل 2013 بإنشاء جامعة البليدة 2 ، تحمل اسم «علي لونيسي»، النقيب السابق في جيش التحرير الوطني الجزائري .

## تاريخ الجامعة
تم بناء مركز جامعي جديد يضم عدة إقامات جامعية في العفرون. تم افتتاحه جزئيًا للعام الدراسي 2011/2012: كان لا يزال ملحقًا لجامعة البليدة.
انتقلت إدارة جامعة البليدة تدريجياً إلى كلية العلوم الإنسانية والاجتماعية وكلية الآداب واللغات.
في أبريل 2013 ، تم تقسيم جامعة البليدة إلى جامعتين مستقلتين للعام الدراسي 2013/2014: أصبحت جامعة البليدة 2 مستقلة عن جامعة البليدة السابقة، والتي أصبحت جامعة البليدة 1 .
تم افتتاح جامعة البليدة 2 في 2 ماي 2014 وسميت بـ «جامعة لونيسي علي» .

## تنظيم
الكليات التي تتكون منها جامعة البليدة 2 هي:
- كلية الآداب واللغات؛
- كلية العلوم الإنسانية والاجتماعية؛
- كلية الحقوق والعلوم السياسية؛
- كلية العلوم الاقتصادية والتجارية وعلوم التسيير.